# Hervé Villechaize
 (septembre 2015).
Si vous disposez d'ouvrages ou d'articles de référence ou si vous connaissez des sites web de qualité traitant du thème abordé ici, merci de compléter l'article en donnant les références utiles à sa vérifiabilité et en les liant à la section « Notes et références ».
Hervé Villechaize, né le 23 avril 1943 à Montauban (Tarn-et-Garonne) et mort le 4 septembre 1993 à Hollywood en Californie, est un acteur français.
Il est mondialement connu pour son rôle de Tattoo, l'assistant de M. Roarke, dans la série télévisée L'Île fantastique de 1977 à 1983. Il interprète également l'homme de main Tric-Trac dans le film L'Homme au pistolet d'or, neuvième film de la saga James Bond.

## Biographie

### Famille et études
Hervé Jean-Pierre Villechaize naît le 23 avril 1943 à Montauban. Il arrête de grandir très tôt, son père chirurgien essaye en vain de lui trouver un remède. Hervé a trois frères : Philippe, Patrick et Jean-Paul. Hervé Villechaize est également l'oncle de Thomas Villechaize (journaliste sportif et présentateur de télévision).
Son nanisme ne fut pas sa seule infirmité puisqu'il avait des poumons atrophiés.
Hervé étudie aux Beaux-Arts à Paris et fait une exposition de ses propres peintures, laquelle reçoit un très bon accueil.

### Carrière
À l'âge de vingt et un ans, Hervé Villechaize quitte la France pour les États-Unis où il continue à peindre et à pratiquer la photographie. Il commence aussi à participer à quelques films et reçoit vite plusieurs offres, tant pour le théâtre que pour le cinéma. Son premier grand succès est L'Homme au pistolet d'or (The Man with the Golden Gun), neuvième film de la saga James Bond en 1974, dans lequel il joue le rôle de Tric-Trac, sbire du personnage de Scaramanga, joué par Christopher Lee, tandis que le rôle de 007 est incarné par Roger Moore. Il joue ensuite dans la série télévisée L'Île fantastique (Fantasy Island) dans laquelle il endosse à partir de 1978 le rôle de Tattoo, le fidèle serviteur de Monsieur Roarke, joué par Ricardo Montalbán. Il a joué dans 131 épisodes sur les 155 que compte la série. Cette série lui a valu un immense succès.
En 1982, il apparaît dans Scavenger Hunt, l'épisode 22 de la série L'Homme qui tombe à pic (The Fall Guy), joue le rôle du roi Fausto de la sixième dimension dans Forbidden Zone de Richard Elfman et fait une apparition dans le film Y a-t-il enfin un pilote dans l'avion ? (Airplane II: The Sequel).
En 1983, il se heurte aux producteurs de la série L'Île fantastique après avoir exigé de gagner autant que l'acteur principal Ricardo Montalbán. En lieu et place d'une augmentation, il est tout simplement renvoyé. La série continue sans lui, mais cesse au bout d'un an, le public n'étant plus au rendez-vous en l'absence du personnage phare de Tattoo.
En 2015, il fait une apparition posthume dans une publicité James Bond 007 pour la bière Heineken, aux côtés de Daniel Craig et Zara Prassinot.

### Dernières années
Après son éviction de la série L'Île fantastique, Hervé Villechaize tombe dans la mélancolie et rate plusieurs rôles qui lui sont proposés. Dès lors, il tourne très peu. En 1984, dans son propre rôle, il apparaît dans l'épisode 8 de la saison 7 de la série télévisée Arnold et Willy. Ses problèmes de santé se multiplient, principalement des ulcères. Il manque de succomber à une pneumonie en 1992.
Il fait sa dernière apparition à la télévision dans The Ben Stiller Show à l'automne 1992.
Dans l'après-midi du 4 septembre 1993, il est à son domicile situé 11537 Killion Street à North Hollywood. Après avoir regardé à la télévision Le Magicien d'Oz, il écrit un mot et enregistre une cassette avant de se suicider par balle dans son salon, donnant sur l'arrière de sa maison (Beck avenue). Sa compagne Kathy Self l'ayant découvert agonisant appelle l'ambulance, mais Hervé Villechaize ne pourra être sauvé et meurt au centre médical de North Hollywood. Ses cendres ont été dispersées à Point Fermin (Los Angeles).

## Postérité
En 2018, Sacha Gervasi réalise My Dinner with Hervé, un film biographique en forme d'interview quelques semaines avant la mort d'Hervé Villechaize. C'est Peter Dinklage qui incarne l'acteur aux côtés de Jamie Dornan, Oona Chaplin, Mireille Enos et Harriet Walter,. En 2021, le Club James Bond France, met à disposition du grand public les bandes 8mm que Hervé avait tourné en 1974 lors des prises de vue en Thaïlande de L'homme au pistolet d'or fourni par son frère Philippe.

## Filmographie

### Cinéma
- 1966 : Chappaqua de Conrad Rooks
- 1970 : Maidstone de Norman Mailer
- 1971 : The Gang That Couldn't Shoot Straight de James Goldstone
- 1972 : Le Paradis du Mexicain (Greaser's Palace) de Robert Downey Sr.
- 1973 : Malatesta's Carnival of Blood (en) de Christopher Speeth
- 1974 : L'Homme au pistolet d'or (The Man with the Golden Gun) de Guy Hamilton : Tric-Trac (Nick Nack en VO), serviteur de Scaramanga (VF : Guy Piérauld).
- 1974 : La Reine du mal (Seizure) d'Oliver Stone
- 1974 : Jo le Fou (Crazy Joe) de Carlo Lizzani
- 1978 : Le Seul et l'Unique (The One and Only) de Carl Reiner
- 1982 : Y a-t-il enfin un pilote dans l'avion ? (Airplane II: The Sequel) de Ken Finkleman
- 1982 : Forbidden Zone de Richard Elfman : Le roi Fausto de la sixième dimension.
- 1988 : Allô, je craque (The Telephone) de Rip Torn
- 1988 : À fleur de peau (Two Moon Junction) de Zalman King

### Télévision
- 1978 - 83 : L'Île fantastique (Fantasy Island) (131 épisodes) : Tattoo, le fidèle serviteur de Monsieur Roark.
- 1982 : Faerie Tale Theatre : Rumpelstiltskin.
- 1984-85 : Arnold et Willy (Diff'rent Strokes) (saison 7 épisode 8-Cafards et cafard (Arnold the Entrepreneur)) : son propre rôle.